# 官园桥

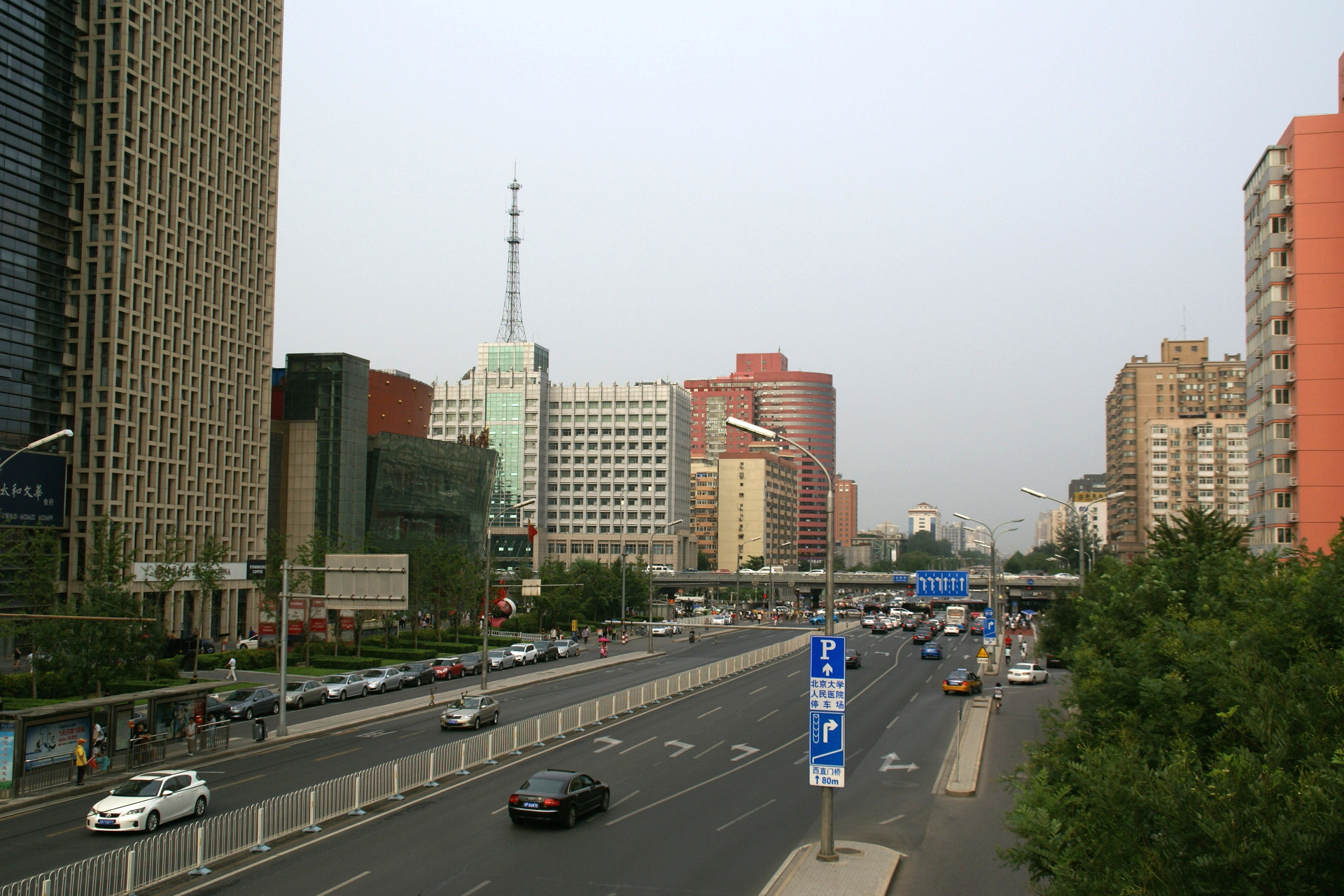
平安里西大街、官园桥与梅兰芳大剧院

官园桥位于北京市西城区，是西直门南大街－阜成门北大街（西二环，南北向）和车公庄大街－平安里西大街（平安大街，东西向）交汇处的一座立交桥。该桥是一座分离式立交桥，桥梁长180.7米，最大跨度35米。于1992年建成。